# Willi Brokmeier
Willi Brokmeier (* 8. April 1928 in Bochum; † 18. Mai 2024 in München-Riem) war ein deutscher Opernsänger (Stimmfach Tenor).

## Leben
Willi Brokmeier erhielt seine Gesangsausbildung am Dortmunder Konservatorium. Sein erstes Engagement trat er 1953 am Stadttheater Mainz an. 1955 wechselte er an die Deutsche Oper am Rhein nach Düsseldorf, der er bis 1961 angehörte. Es folgte eine Verpflichtung nach München an das Staatstheater am Gärtnerplatz unter dem Intendanten Arno Assmann. Als Assmann 1964 nach Köln ging, folgte Brokmeier ihm. 1967 kehrte er nach München zurück und wurde Mitglied der Bayerischen Staatsoper.
Brokmeier spezialisierte sich in den Fächern des lyrischen und Spieltenors. Bedeutende Partien in Brokmeiers Laufbahn waren u. a. der David in den Meistersingern von Nürnberg von Richard Wagner oder Narraboth in Richard Strauss’ Oper Salome. In der Uraufführung von Bernd Alois Zimmermanns einziger vollendeter Oper Die Soldaten sang er die Rolle des Grafen. Brokmeier arbeitete unter bekannten Dirigenten wie Carlos Kleiber, Karl Böhm oder Otto Klemperer und gastierte an renommierten Opernhäusern in Deutschland und Europa. Für seine Verdienste wurde er 1980 mit dem Titel Bayerischer Kammersänger ausgezeichnet.
Gelegentlich war Brokmeier auch in Verfilmungen von Operetten zu sehen, beispielsweise als Prinz Sternschnuppe in Frau Luna von Paul Lincke oder als Richard im Schwarzwaldmädel von Leon Jessel. 1972 hatte er einen Gastauftritt bei Heinz Schenk im Blauen Bock. Daneben besang Brokmeier auch Schallplatten und ist unter anderem im Zigeunerbaron von Johann Strauss (Sohn) oder der Cárdásfürstin von Emmerich Kálmán zu hören.

## Filmographie
- 1961: Der Vetter auf Besuch (Kurzfilm)
- 1963: Schneider Wibbel
- 1971: Geschichten über Frauen der Geschichte
- 1973: Schwarzwaldmädel
- 1975: Frau Luna
- 1975: Der Zigeunerbaron
- 1981: Casanova
- 1996: Madame Pompadour